# Venezillo crassus
Venezillo crassus es una especie de crustáceo isópodo terrestre de la familia Armadillidae.

## Distribución geográfica
Es endémica de Santo Tomé y Príncipe.